# Seznam egiptovskih skladateljev
Seznam egiptovskih skladateljev.

## A
- Mohammed Abdel Wahab
- Gamal Abdel-Rahim

## D
- Sayed Darwish

## E
- Halim El-Dabh